# Crosses (гурт)
Crosses (зазвичай стилізується як †††) — американський музичний сайд-проєкт вокаліста Deftones Чіно Морено та гітариста гурту Far Шона Лопеса, заснований у Лос-Анджелесі і створений у 2011 році.

## Історія
Дебютний мініальбом EP 1 гурт виклав у відкритий доступ у 2011 році, а згодом випустив ще два EP та повноформатний альбом Crosses (2014), що включав попередні треки й новий матеріал. Колектив виступав на фестивалях Lollapalooza Chile, Quilmes Rock і Soundwave, а трек "The Years" увійшов до саундтреку гри Batman: Arkham City.
Після творчої паузи гурт повернувся у 2020-х з каверами на Cause and Effect, Q Lazzarus і George Michael, а в 2022 випустив EP Permanent Radiant. У жовтні 2023 вийшов другий студійний альбом Goodnight, God Bless, I Love U, Delete. на лейблі Warner Records — першому мейджор-лейблі в історії гурту. Сингл "Invisible Hand" увійшов до чарту Billboard Alternative Airplay. Після релізу гурт вирушив у Familiar World Tour і виступив на концертах Avenged Sevenfold у Європі.

## Дискографія

### Студійні альбоми
| Назва                                   | Деталі                                                                                               | Найвищі позиції в чартах | Найвищі позиції в чартах |
| Назва                                   | Деталі                                                                                               | США                      | Австралія                |
| --------------------------------------- | --- | ------------------------ | ------------------------ |
| Crosses                                 | - Випущено: 11 лютого 2014 - Лейбл: Sumerian - Формати: CD, LP, Цифрове завантаження                 | 26                       | 43                       |
| Goodnight, God Bless, I Love U, Delete. | - Випущено: 13 жовтня 2023 - Лейбл: Warner - Формати: CD, LP, касета, цифрове завантаження, стримінг | 139                      | —                        |

### Мініальбоми
| Назва                                                                            | Деталі                                                                                    | Найвища позиція |
| Назва                                                                            | Деталі                                                                                    | США Heat        |
| -------------------------------------------------------------------------------- | ----------------------------------------------------------------------------------------- | --------------- |
| EP 1                                                                             | - Випущено: 2 серпня 2011 - Лейбл: Самостійний реліз - Формати: Цифрове завантаження, 10" | —               |
| EP 2                                                                             | - Випущено: 24 січня 2012 - Лейбл: Самостійний реліз - Формати: Цифрове завантаження, 10" | 8               |
| EP 3                                                                             | - Випущено: 19 квітня 2014 - Лейбл: Sumerian - Формати: 10"                               | —               |
| Daytrotter Session – 30 березня 2014                                             | - Випущено: 15 квітня 2014 - Лейбл: Daytrotter - Формати: Цифрове завантаження            | —               |
| Permanent Radiant                                                                | - Випущено: 9 грудня 2022 - Лейбл: Warner - Формати: CD, 12", цифрове завантаження        | —               |
| Permanent Radiant Remixed                                                        | - Випущено: 7 липня 2023 - Лейбл: Warner - Формати: цифрове завантаження                  | —               |
| "—" означає запис, що не потрапив до чарту або не був випущений у цьому регіоні. |                                                                                           |                 |